# Mač kralja Artura (strip)
Mač kralja Artura je 15. epizoda strip edicije Marti Misterija. U SR Srbiji, tada u sastavu SFRJ, ova epizoda je objavljena prvi put u septembru 1984. godine kao vanredno izdanje Lunov magnus stripa #15. u izdanju Dnevnika iz Novog Sada. Cena sveske bila je 80 dinara (1,4 DEM; 0,45 $).

## Originalna epizoda
Ova epizoda je premijerno objavljena 1. maja 1983. u Italiji pod nazivom La spada di re Artu za izdavačku kuću Boneli (Italija). Cena je bila 800 lira ($0,56; 1,39 DEM). Epizodu je nacrtao Đankarlo Alesandrini, scenario je napisao Alfredo Kasteli. Naslovnu stranu nacrtao je Đankarlo Alesandrini.

## Kratak sadržaj
Marti kreće u potragu za Ekskaliburom, mačem kralja Artura, kao i za mitskim Avalonom. To je zadatak koji mu je poverio stari prijatelj na samrtničkoj postelji. Prati ga arhineprijatelj Sergej Orloff (Serž Orli) i Von Eriksen, koji takođe tragaju za istim ciljem. Prvi koji pronađe rešenje ove drevne misterije biće onaj koji će otkriti njen odgovor.

## Reprize ove epizode
U Srbiji je ova epizoda reprizirana u knjizi #3 kolekcionarske edicije Biblioteka Marti Mistrija koju je objavio Veseli četvrtak, 18.5.2017. U Italiji je epizoda prvi put reprizirana u 1. jula 1990. godine u okviru edicije Tutto Martyn Mystere, dok je u Hrvatskoj prvi put reprizirana kao #10. u izdanju Libelusa 2007. pod nazivom Mač kralja Arthura. 

## Prethodna i naredna sveska vanrednog izdanja LMS
Prethodna sveska nosila je naziv Prokletstvo vampira (#14), a naredna Tajna Stounehenga (#16).